# George Colligan
George Colligan (* 29. Dezember 1969 in New Jersey) ist ein US-amerikanischer Jazzmusiker (Piano, Orgel, Keyboard sowie Trompete und Schlagzeug), Bandleader, Komponist und Lehrer.

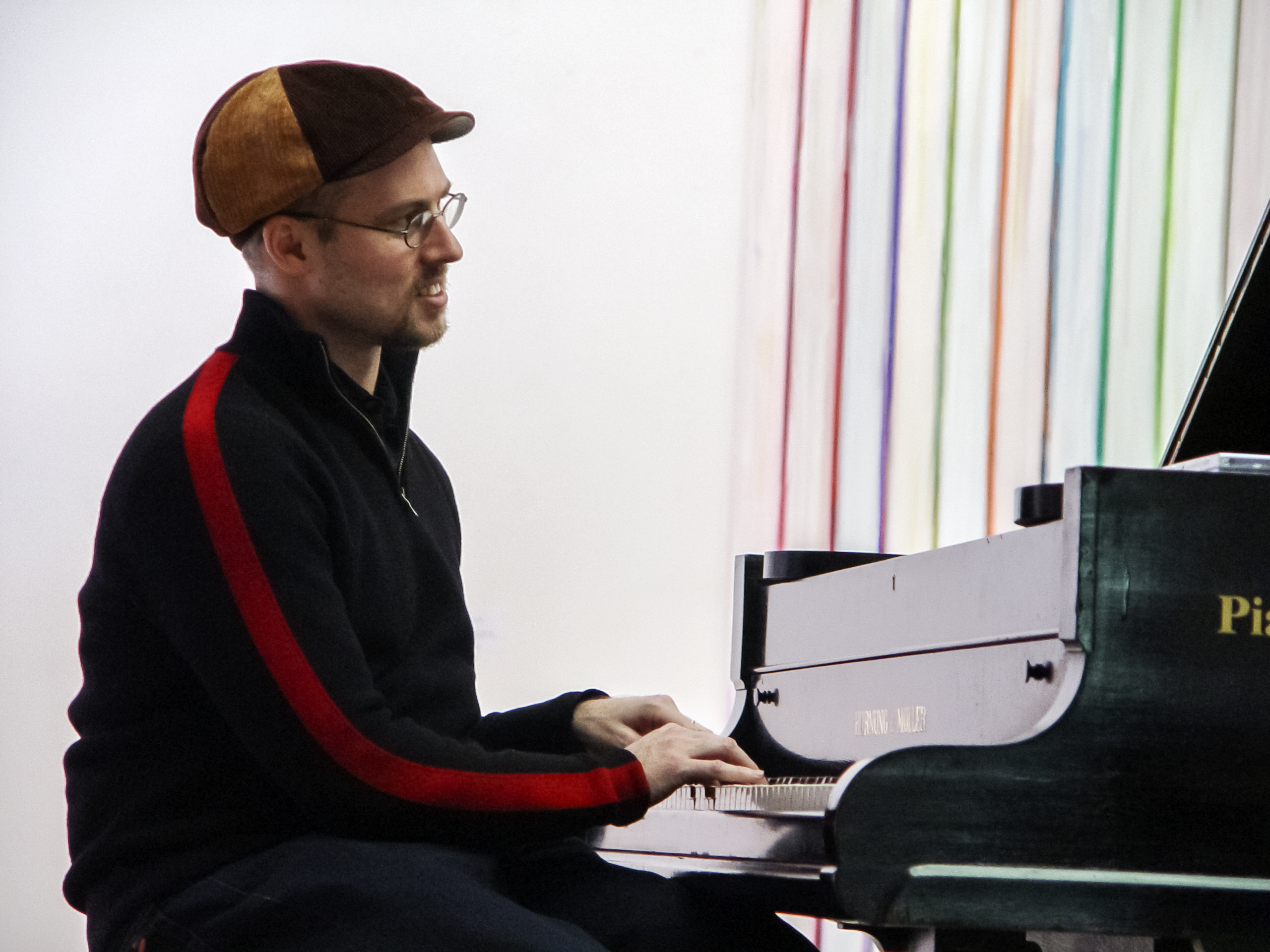
Aarhus Jazz Festival 2009

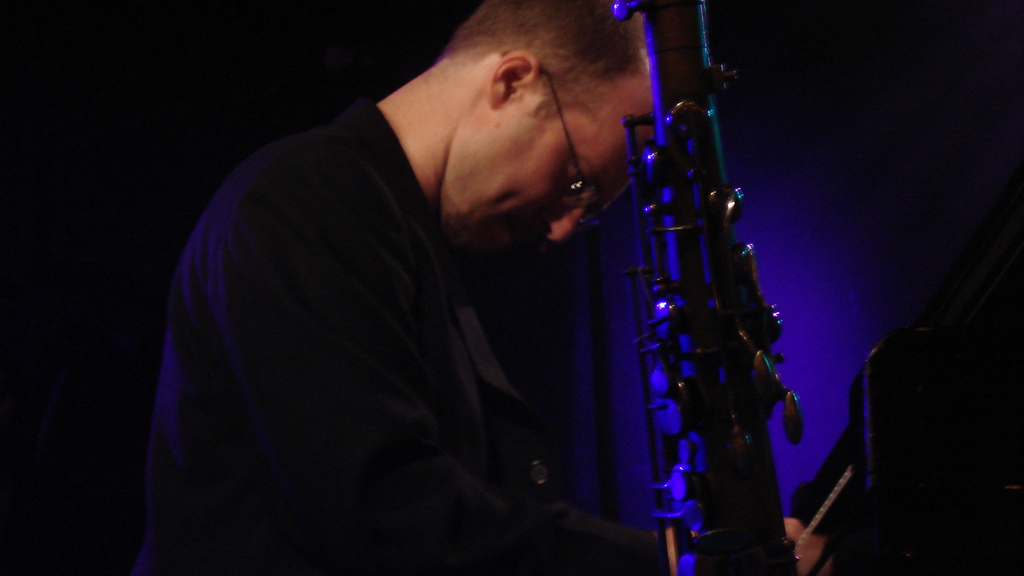
George Colligan (2007)

## Leben und Wirken
George Colligan wuchs in Columbia (Maryland), einer Vorstadt von Baltimore auf. Er studierte am Peabody Institute klassisches Trompetenspiel und Musikpädagogik. Schon während seiner Highschool-Zeit spielte er daneben auch Schlagzeug, wechselte dann aber zum Piano als Hauptinstrument.
Als gefragter Sessionmusiker arbeitete er in den 1990er Jahren mit Musikern wie Dave Ballou, Gary Bartz, Don Byron, Johannes Enders, Robin Eubanks, Benny Golson, Eddie Henderson, Billy Higgins, Lee Konitz, Nicholas Payton, Rich Perry, Lonnie Plaxico, Marcus Printup, Steve Wilson, Cassandra Wilson, Phil Woods und der Mingus Dynasty; außerdem begleitete er die Sängerinnen Vanessa Rubin und Kellylee Evans; er gehörte zeitweise der Band von Gary Thomas an, in den 2000ern noch mit Gregory Tardy und Buster Williams (Griot Liberté).
Er nahm unter eigenem Namen seit 1995 für die Label SteepleChase, Fresh Sound und CrissCross eine Reihe von Alben unter eigenem Namen auf, an denen u. a. Drew Gress, Billy Hart, Ingrid Jensen, Ralph Peterson, Kurt Rosenwinkel, Gary Thomas, Mark Turner mitwirkten. Er spielte auch ein Soloalbum ein (Small Room, 1999) und 2000/01 zwei Duoalben mit dem Bassisten Jesper Bodilsen (Twins und A Wish). Im Fusionstil arbeitet er ab 2004 mit Billy Kilsons BK Groove. Zu hören ist er u. a. auf Buster Williams’ Audacity (2018).
Colligan lebt in New York und lehrt an der Juilliard School of Music. 
In seinem eklektischen Stil verarbeitet er Einflüsse von Funk, freier Improvisation bis zu zeitgenössischer Musik. Er zählt Chick Corea, Miles Davis, Herbie Hancock, Thelonious Monk, Wayne Shorter und McCoy Tyner zu seinen Einflüssen.

## Preise und Auszeichnungen
Colligan wurde mit dem Chamber Music America für Komposition ausgezeichnet und ist außerdem Gewinner des Jazzconnect.com award. 

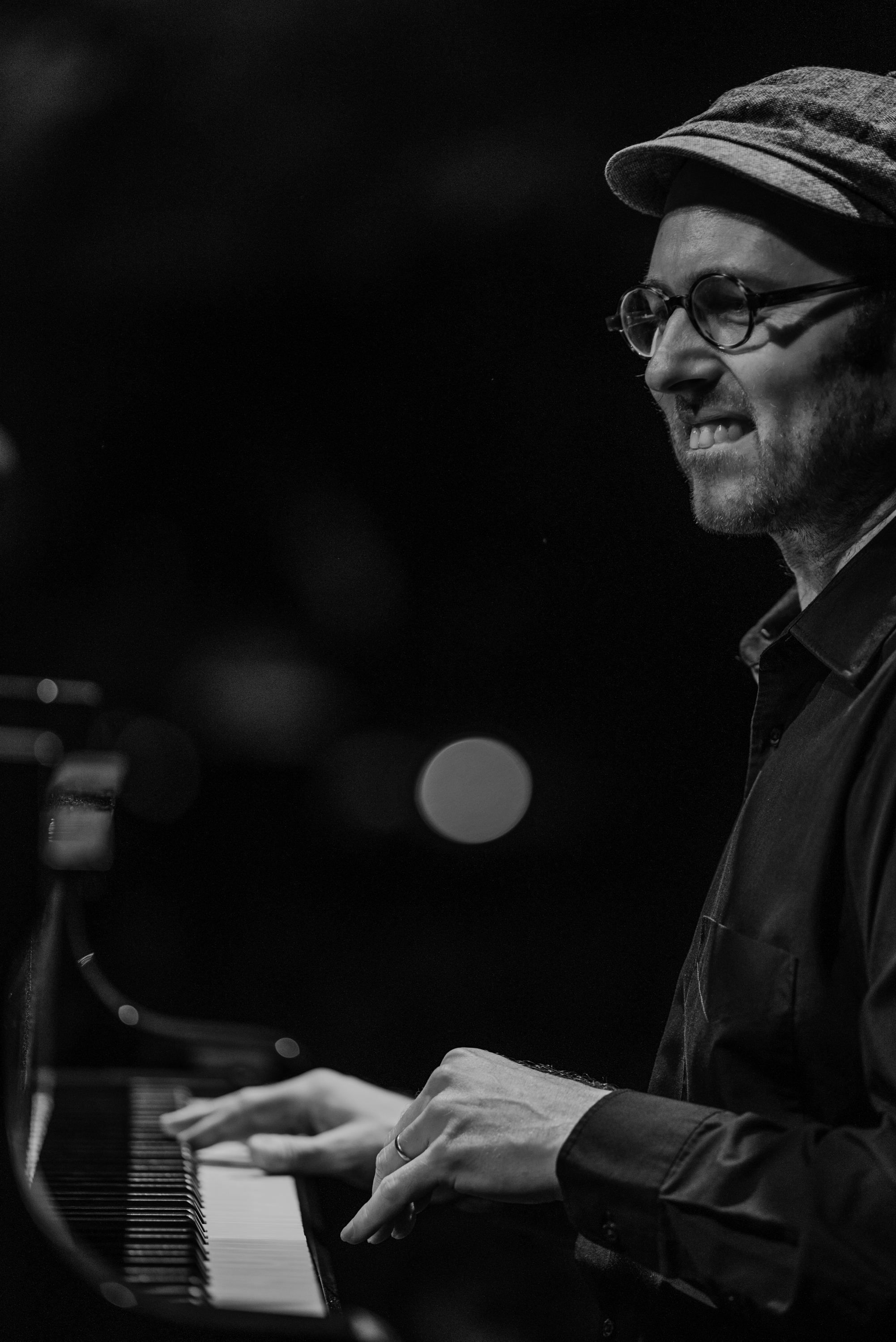
George Colligan bei einem Auftritt auf dem Festival Internacional de Jazz de Punta del Este 2018

## Diskographische Hinweise
- Activism (Steeplechase, 1995)
- The Newcomer (Steeplechase, 1997) mit Ingrid Jensen, Mark Turner
- Stomping Ground (Steeplechase, 1997) mit Drew Gress, Billy Hart
- Constant Source (Steeplechase, 1998) mit Jon Gordon, Mark Turner
- Agent 99 (Steeplechase, 1999) mit Doug Weiss, Darren Beckett
- Ultimatum (Criss Cross, 2001) mit Gary Thomas
- Realisation (Sirocco, 2004) mit Tom Guarna, Rodney Holmes
- More Powerful (Whirlwind Recordings, 2017) mit Nicole Glover, Linda May Han Oh, Rudy Royston[1]
- Live in Arklow  (2019), mit Darren Beckett, David Redmond